# Ball der Herzogin von Richmond

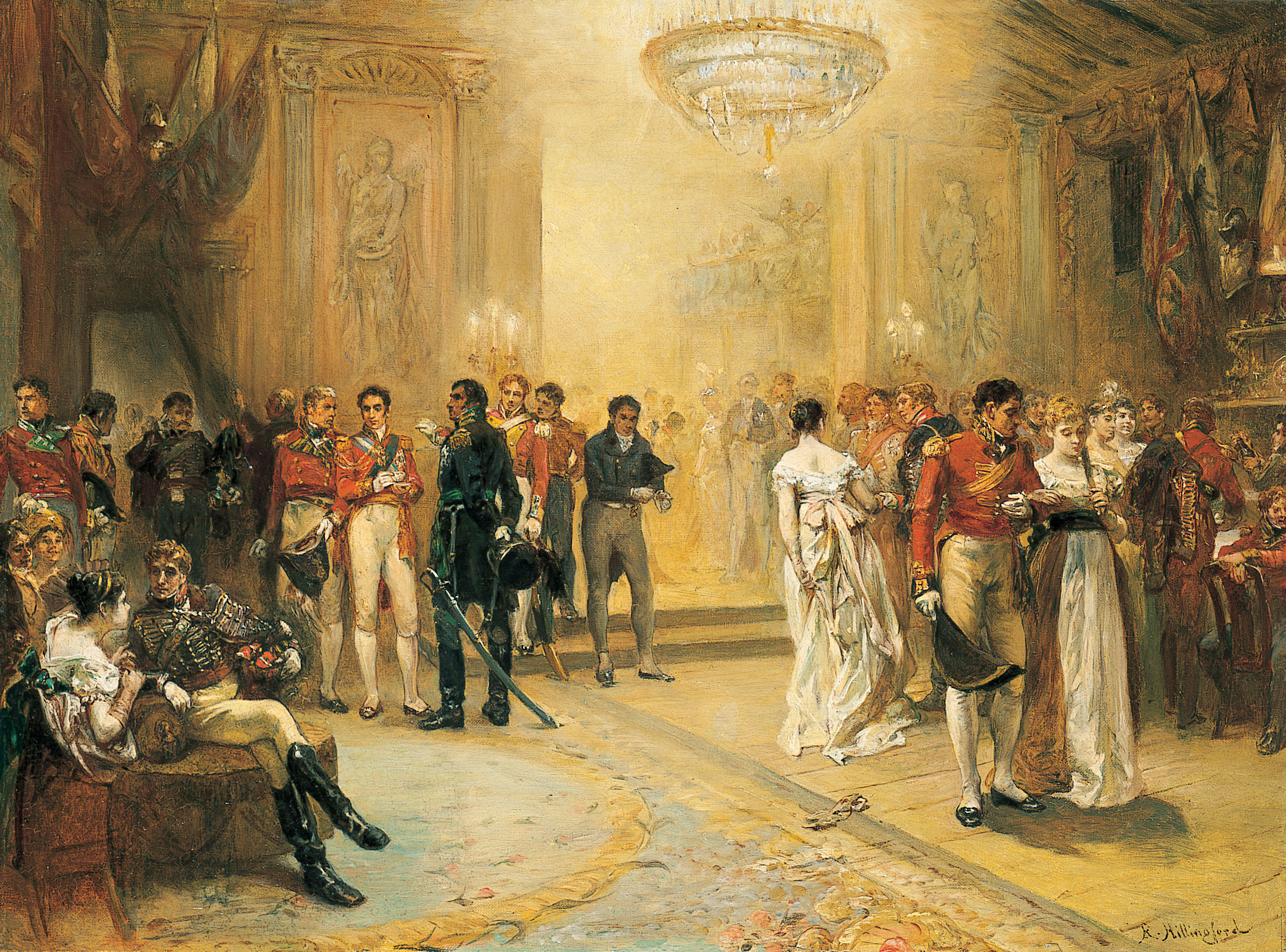
The Duchess of Richmond's Ball von Robert Alexander Hillingford

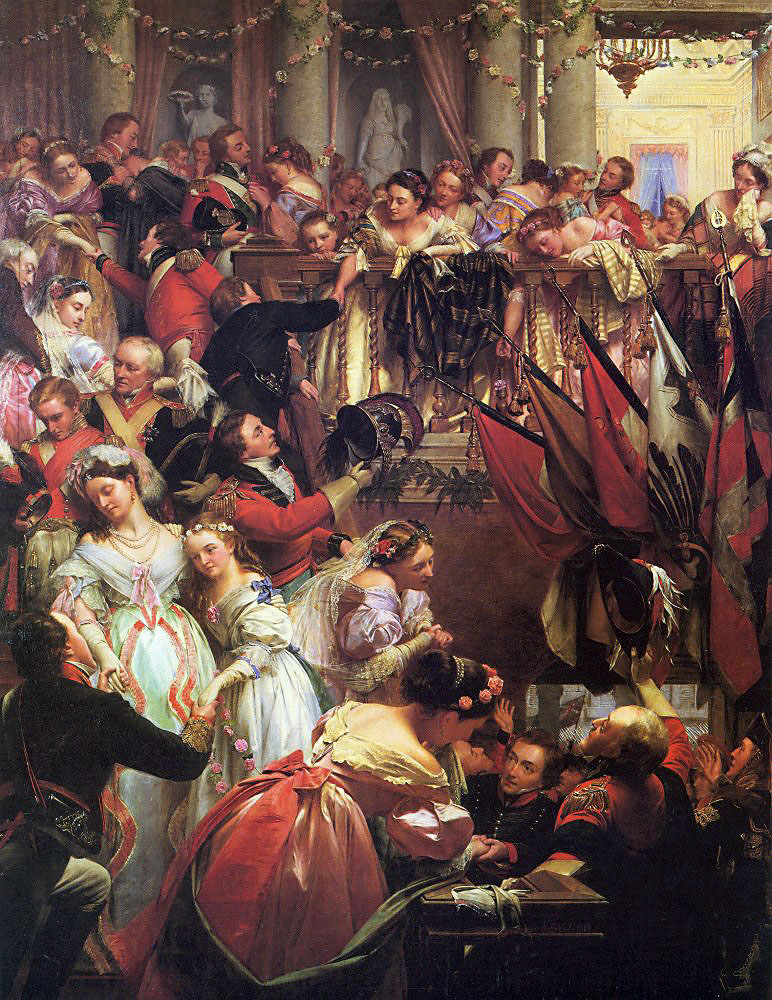
Before Waterloo von Henry Nelson O’Neil

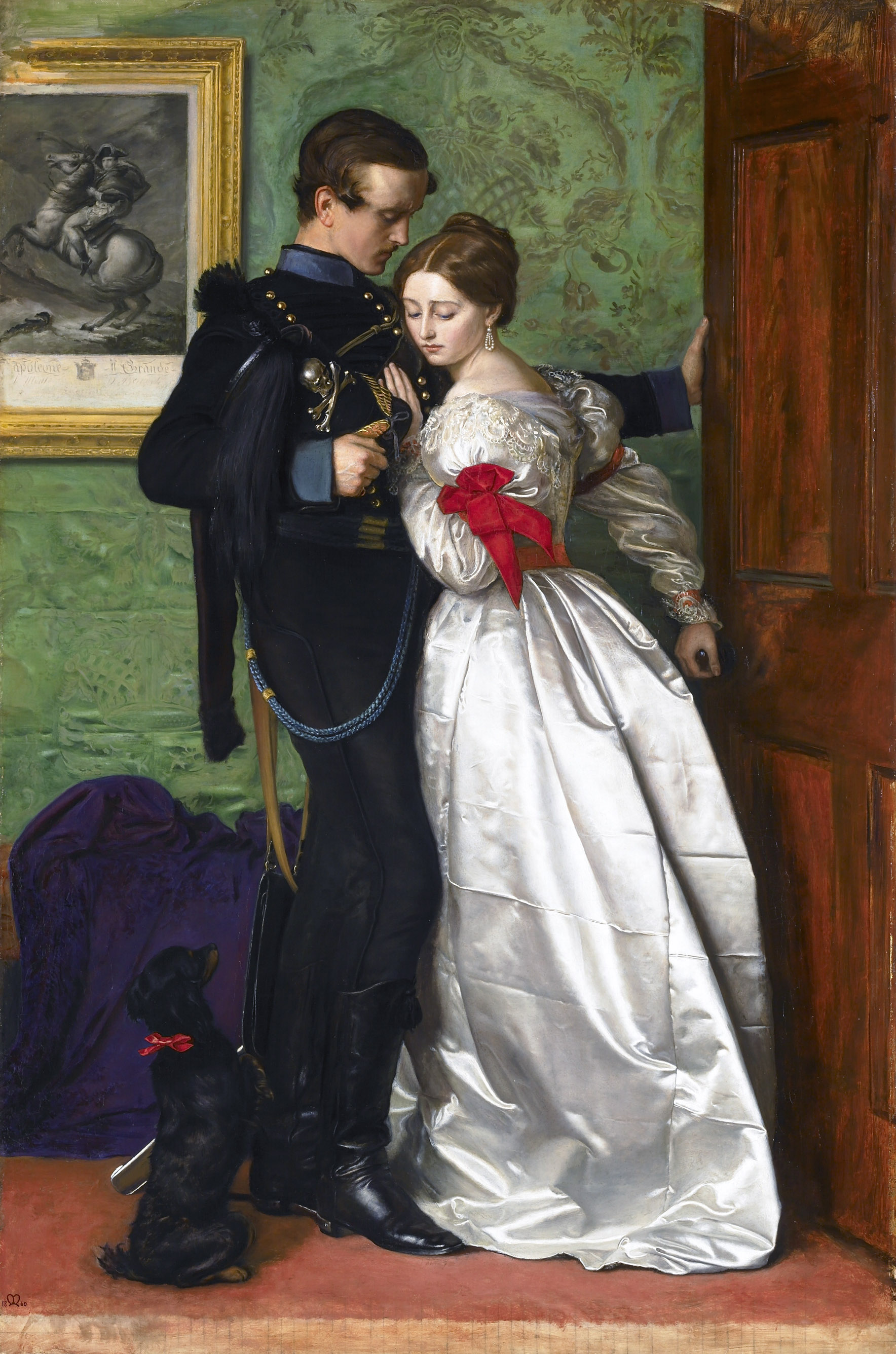
The Black Brunswicker von John Everett Millais

Der Ball der Herzogin von Richmond fand in Brüssel am 15. Juni 1815, dem Vorabend der Schlacht bei Quatre-Bras und drei Tage vor der Schlacht bei Waterloo statt. Obwohl von den 224 Anwesenden nur 25 Prozent Frauen waren, bezeichnete ihn die britische Historikerin Elizabeth Pakenham als „the most famous ball in history“ („den berühmtesten Ball der Geschichte“).

## Der Ball
Veranstalterin des gesellschaftlichen Ereignisses war Charlotte, Herzogin von Richmond. Sie hielt sich mit ihrem Gatten, Charles Lennox, dem vierten Herzog von Richmond, in Brüssel auf. Dieser war angesichts der Herrschaft der Hundert Tage mit der Verteidigung der Stadt gegen Napoleon Bonaparte betraut. Schauplatz war das Erdgeschoss des von den Richmonds bewohnten Hauses, das im Norden der Innenstadt lag, wahrscheinlich in der Rue de la Blanchisserie.
Am gleichen Tag war es bereits zu einem Scharmützel zwischen den Truppen Karl Bernhards von Sachsen-Weimar-Eisenach und Marschall Michel Neys gekommen, in dessen Verlauf es den Soldaten des ersteren gelang, die Kreuzung bei Quatre-Bras zu halten.
Noch während der Festlichkeiten erreichten den Herzog von Wellington Depeschen, die von einem Aufeinandertreffen der verbündeten Preußen mit den Franzosen bei Fleurus berichteten. In der am nächsten Tag folgenden Schlacht bei Quatre-Bras gelang es Wellington, seine Stellung zu halten, er konnte sich aber nicht mit den Preußen vereinigen, die zeitgleich in der Schlacht bei Ligny unterlagen. Zwei Tage später kam es zur entscheidenden Schlacht bei Waterloo.

„Die Nachrichten, welche Feldmarschall Blücher am 14. hatte, und die ihn bewogen in der Nacht vom 14. auf den 15. die Versammlung seines Heeres zu befehlen, scheinen Lord Wellington noch zu keinem entscheidenden Schritt bestimmt zu haben. Selbst als er den 15. Abends die Meldung erhielt, dass General Ziethen bei Charleroi angegriffen sei und von der französischen Hauptarmee zurückgedrängt werde, hielt er es noch für misslich, sich mit der Reserve nach dem linken Flügel hin in Marsch zu setzen, und noch weniger geraten, seinen rechten Flügel zu schwächen. Er glaubte eher an das Vordringen Bonapartes auf der Straße von Mons und hielt das Gefecht bei Charleroi für einen Scheinangriffe, daher begnügte er sich, den Truppen die Bereitschaft zu befehlen. Erst Mitternacht, als von dem bei Mons die Vorposten kommandierenden General Dörnberg die Nachricht einging, dass er nicht angegriffen sei, der Feind sich vielmehr rechts zu ziehen scheine, gab er den Befehl, dass die Reserve sich in Marsch setzen solle, um den Bois de Soigne zu passieren, was nach des Generals v. Müffling Schrift Morgens 10 Uhr ausgeführt war.“

### Anwesende
Prominente Gäste waren unter anderem der Herzog von Wellington, Prinz Wilhelm von Oranien-Nassau (der spätere König der Niederlande), Prinz Wilhelm Friedrich Karl von Oranien-Nassau, Herzog Friedrich Wilhelm von Braunschweig-Wolfenbüttel, Fürst Friedrich Wilhelm von Nassau-Weilburg, Herzog Ludwig von Arenberg, General Miguel Ricardo de Álava, General Edward Somerset und General Thomas Picton. Sowohl Picton als auch der Herzog von Braunschweig-Lüneburg sollten in den nächsten drei Tagen den Tod finden: Friedrich Wilhelm von Braunschweig, genannt der „Schwarze Herzog“, fiel am kommenden Tag bei Quatre-Bras, Picton zwei Tage später bei Waterloo.

## Rezeption
Der Ball findet Erwähnung in Sir Walter Scotts Paul's Letters to his Kinsfolk, William Makepeace Thackerays Jahrmarkt der Eitelkeit und Lord Byrons Childe Harold’s Pilgrimage. John Everett Millais malte 1860 das Gemälde The Black Brunswicker, das auf den Ball Bezug nehmen soll. Ebenso verhält es sich mit Henry Nelson O’Neils Gemälde Before Waterloo aus dem Jahr 1868. 1870 malte Robert Alexander Hillingford The Duchess of Richmond's Ball.
In den Film Die Rothschilds (1940) kommt das Ereignis zur Darstellung. In Sergei Bondarchuks Film Waterloo aus dem Jahr 1970 wird der Ball ebenfalls gezeigt.
Bernard Cornwells Buch Sharpes Waterloo nutzt den Ball als Handlungsort, ebenso Barbara und die Schlacht von Waterloo von Georgette Heyer.